# Ахмед-хан Мехтулинский
Ахмед-хан II Мехтулинский (Дженгутаевский) (кум. Агьмат-хан Магьти огълу Жюнгютейли) — кумыкский правитель Мехтулинского ханства в период с 1735 по 1747. Осуществлял управление военными действиями народов Дагестана против Надир-шаха. Османским султаном в 1744 году за победу над Надир-шахом формально титулован шамхалом Тарковским.

## Биография

### Происхождение
По одной из версий, род Ахмед-хана происходил из боковой линии рода шамхалов, кумыкских правителей. Согласно другой версии, род мехтулинских ханов происходит из рода аварских ханов, по третьей же версии — он был из рода крымскотатарских беков, пришедших сюда раньше.
В русских источниках один из первых мехтулинских ханов, а именно Ахмат-Хан, в 1659 году упоминается кумыкским «жигутейским» (дженгутаевским) владельцем и сыном крым-шамхала.

### Борьба с Надир-шахом
С афшаридскими войсками Ахмед-хан столкнулся в 1741 году, остановив наступление войск шахского военачальника Люфт-Али в Дженгутае. Однако кызылбаши все-таки сумели разрушить равнинные аулы Мехтулинского ханства и вынудить Ахмеда отступить в горную часть Мехтулы.
Надир-шах задумал покорить горный Дагестан, разделив армию на 2 части. Войско во главе с самим шахом должен был расправиться с Кайтагским уцмийством и Казикумухским ханством (после их покорения Надир пошёл в Андалал), а вторая часть войска во главе с Люфт-Али-хана должна была, заняв Мехтулинское ханство, укрепиться в Аймакинском укреплении и ждать указаний.
Сопротивление дагестанских народов Надир-шаху возглавил мехтулинский хан Ахмед-хан. Он сокрушил войско Люфт-Али в Аймакинском сражении (из 20 тысяч выжило лишь несколько сот человек) . Военные действия на территории Андалал начались одновременным нападением отрядов Надир-шаха на селение Согратль, Могеб, Обох и Чох. Ахмед-ханом Мехтулинским были приняты необходимые для их обороны меры. Битва продолжалась 5 дней. Увидев, что Надир-шах пустил в атаку последний резерв, Ахмед-хан перешел в решительное наступление, полностью разгромив врага.
Шахские войска потеряли в Андалальском сражении более 30 тысяч человек. По словам иранского историка, «великий полководец» Надир «не знал до сих пор случая», когда «противник мог бы с ним так расправиться».
За разгром войск Надир-шаха, турецкий султан Махмуд I пожаловал Ахмед-хану Мехтулинскому почётное звание генерала османской армии и звание шамхала Дагестана, фактически же шамхалом оставался Хасбулат Тарковский. Аббас Кули-ага Бакиханов также пишет, что турецкий султан «...Ахмед-хану, беку Джангутайскому даровал чин силахшора и звание шамхала и 20 мешков денег» .

## Память
- Именем Ахмед-Хана в селении Нижний Дженгутай назван Благотворительный Фонд «Ахмед-Хан Мехтулинский»[22].